# Landesvertretung Schleswig-Holstein (Bonn)

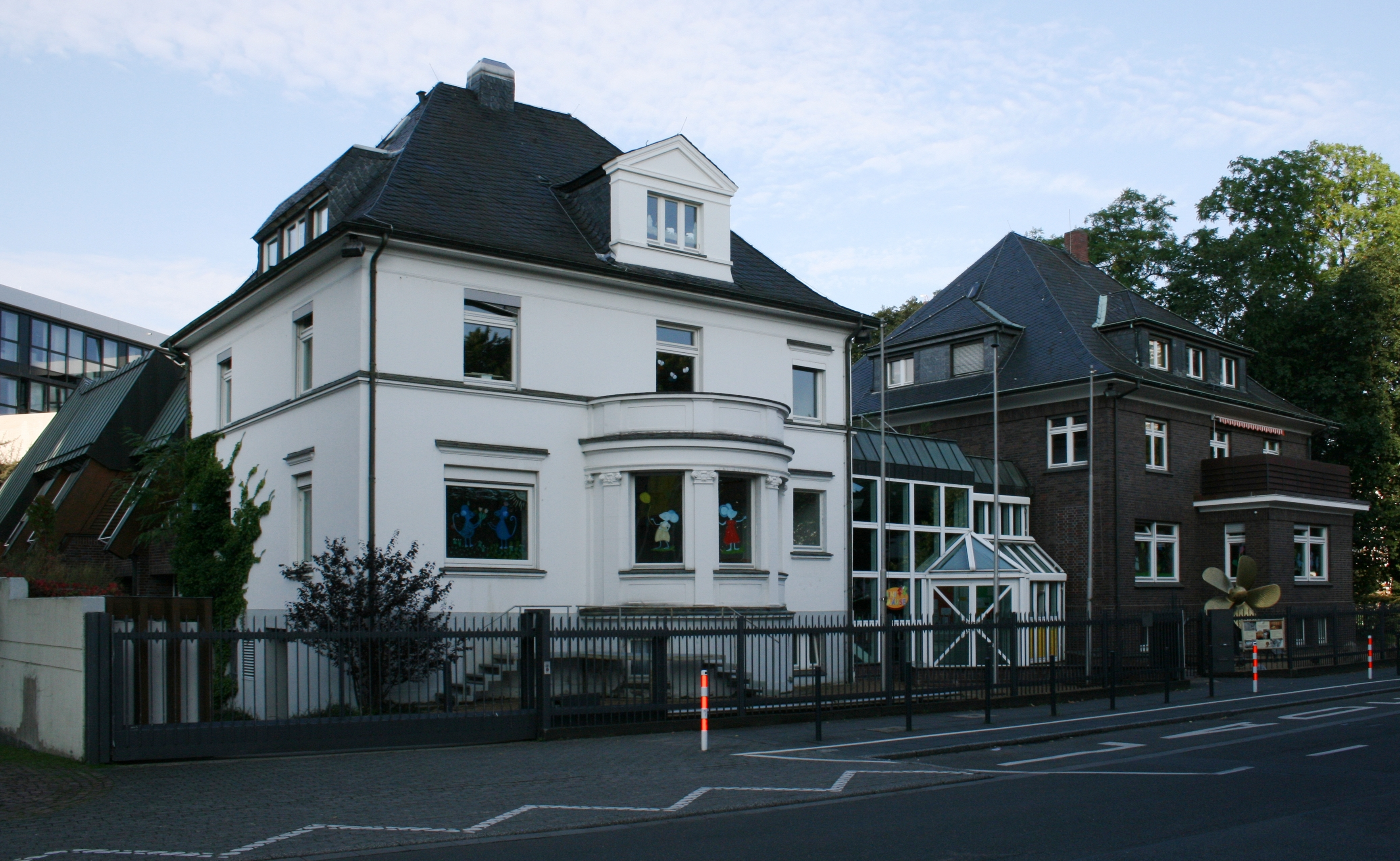
Ehemalige Gebäude der schleswig-holsteinischen Landesvertretung (2008)

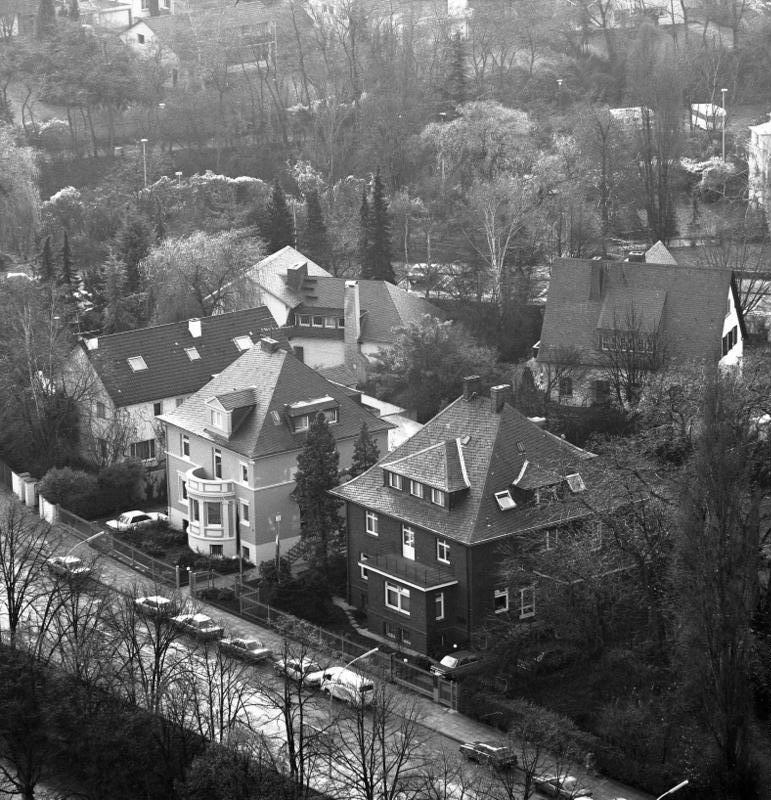
Ansicht der beiden Häuser von oben (1979)

Die Vertretung des Landes Schleswig-Holstein beim Bund hatte von 1949 bis 2000 ihren Sitz im Bonner Parlaments- und Regierungsviertel. Die ehemaligen Gebäude der Landesvertretung befanden sich im Ortsteil Gronau an der Kurt-Schumacher-Straße (Hausnummern 24–26) im Zentrum des Bundesviertels gegenüber Post Tower und Schürmann-Bau. 2018 wurden sie abgebrochen.

## Geschichte
Nach Gründung der Bundesrepublik Deutschland 1949 eröffnete Schleswig-Holstein eine Landesvertretung (Vertretung beim Bund) an dem zunächst vorläufigen Parlaments- und Regierungssitz Bonn. Bis zum erstmaligen Zusammentritt von Bundestag und Bundesrat im September 1949 hatte sie ihren Sitz in dem Gebäude Koblenzer Straße 111 (heute Adenauerallee) genommen, das zu diesem Zweck vom Land Nordrhein-Westfalen für 122.000 D-Mark erworben wurde. Als Residenz der Landesvertretung diente das am Hang des Venusbergs gelegene Haus Am Berghang 12 (heute Auf der Steige) im Ortsteil Kessenich, das ebenfalls – für einen Preis von 28.000 D-Mark – in den Besitz des Landes NRW übergegangen war.
Im Juli 1953 erwarb Schleswig-Holstein das im Zentrum des neuen Parlaments- und Regierungsviertels gelegene vormals durch die Alliierte Pressestelle für Bürozwecke genutzte Haus Kurt-Schumacher-Straße 24, ein 1932 errichteter Backsteinbau, für einen Kaufpreis von 150.000 D-Mark und richtete dort Anfang 1954 den neuen Sitz seiner Landesvertretung ein. 1970 kam das südliche Nachbarhaus Kurt-Schumacher-Straße 26, ein vormaliges Abgeordnetenwohnhaus aus dem Jahre 1934, für einen Preis von 800.000 D-Mark hinzu. 1982 wurden beide Gebäude unter Leitung eines Kieler Bauamts durch einen Zwischentrakt in Stahl-Glasrahmen-Konstruktion baulich miteinander verbunden und ein rückwärtiger Anbau in Backstein geschaffen, der einen teilbaren Saal mit einer Kapazität von 250 Personen, Foyers, zwei Gästewohnungen, drei Gästezimmer und als Stube den sogenannten „Pesel“ aufnahm. Zudem entstand eine Tiefgarage. Der Umbau der Landesvertretung, nunmehr eine Nutzfläche von etwa 3.000 m² beinhaltend, wurde 1984 abgeschlossen und eingeweiht.
Im Zuge der Verlegung des Parlaments- und Regierungssitzes (1999/2000) zog die Landesvertretung Schleswig-Holsteins mit zuletzt 39 Mitarbeitern im Sommer 2000 mit dem Bundesrat nach Berlin um. Die Liegenschaft stand in der Folge ab Ende Mai 2001 leer. Das Land konnte sie Anfang 2003 für 2,2 Millionen Euro an den Bonner Unternehmer Marc Asbeck verkaufen, dem zahlreiche Immobilien im Zentrum des Bundesviertels gehören. Nach einem 2005 fertiggestellten Umbau war in den ehemaligen Gebäuden der Landesvertretung eine private, international ausgerichtete Kindertagesstätte beheimatet, die überwiegend von Mitarbeitern der umliegenden Institutionen genutzt wurde. Im Herbst 2018 wurden die Gebäude abgerissen.

## Schiffspropeller

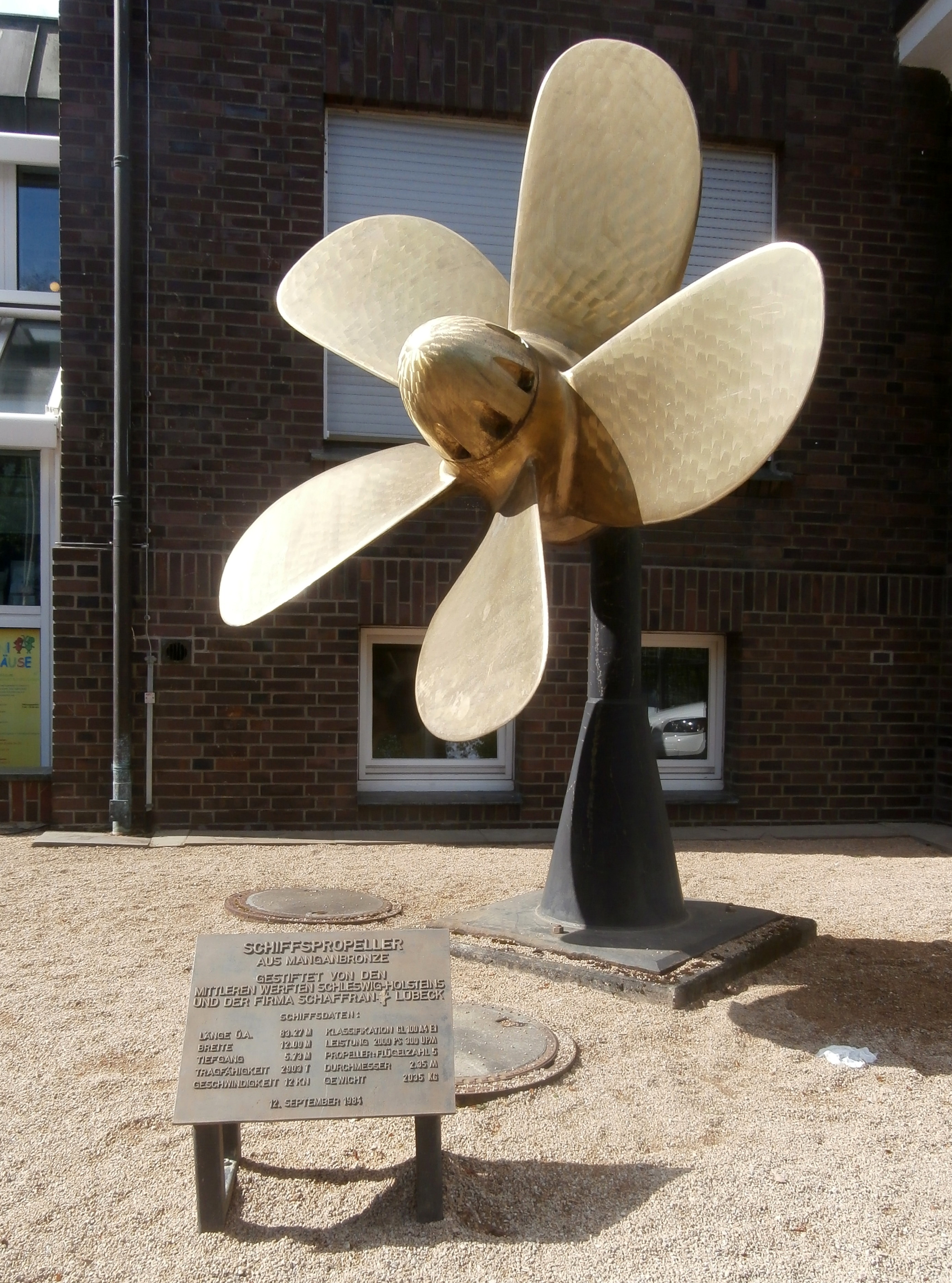
Schiffspropeller vor der ehemaligen Landesvertretung (2014)

Vor den beiden Gebäuden stand ein im September 1984 aufgestellter originaler Schiffspropeller, der als Geschenk der mittleren Werften Schleswig-Holsteins und eines Lübecker Herstellers von Schiffsantriebsanlagen an die Landesvertretung auf die Bedeutung des Schiffbaus und der Fischerei für das Land hinweisen sollte. Der Propeller war fünfflügelig, bestand aus Manganbronze und wurde ursprünglich für ein Hochseeschiff hergestellt.